# Грузне
Грузне — гідрологічний заказник місцевого значення в Україні. Об'єкт природно-заповідного фонду Сумської області. Розташований біля північно-західної околиці смт Краснопілля. Статус надано 22.02.2019 р.
Охороняється ставок на річці Грязна з прибережною смугою та частиною балкового комплексу на правому березі. Трапляється низка видів комах, риб, земноводних та птахів, занесених до Червоного списку МСОП (мураха рудий лісовий) та додатків Бернської конвенції (в'юн звичайний, ропуха звичайна, ластівка сільська), а також регіонально рідкісних видів: аргіопа тигрова, бабка плоска, квакша звичайна).